# 荣昌东街站
荣昌东街站是一个位于中国北京市大兴区荣华街道宏达中路、荣昌东街交叉口北京市经济技术开发区内，属于北京地铁亦庄线与亦庄有轨电车T1线的城市轨道交通出站换乘站。

## 位置
荣昌东街站在宏达中路－宏达南路和荣昌东街交汇处西北，呈西北－东南走向。

## 車站構造

### 車站樓層
该站为高架车站，侧式站台设计，车站外观为“方盒子”型。站外有2处公交港湾和5000平方米P+R停车场。
| 地上二层 亦庄线站台层      | 侧式站台，右側開门                 | 侧式站台，右側開门                          |
| 地上二层 亦庄线站台层      | █ 亦庄线往宋家庄（荣京东街）       |                                             |
| 地上二层 亦庄线站台层      | █ 亦庄线往亦庄火车站（同济南路）   |                                             |
| 地上二层 亦庄线站台层      | 侧式站台，右側開门                 |                                             |
| 地上一层 亦庄线站厅层      | 站厅，出入口                       | 客务中心、自动售票机、进出站闸机、A-B出入口 |
| 地面层 亦庄T1线站厅/站台层 |                                    | █ 亦庄T1线往屈庄（亦庄同仁）                |
| 地面层 亦庄T1线站厅/站台层 | 自动售票机、进出站闸机、出入口     | 岛式站台，左側開门                          |
| 地面层 亦庄T1线站厅/站台层 | █ 亦庄T1线往定海园（亦创会展中心） |                                             |

### 亦庄线出入口
|                           |          |                  |      |            |
| 编号                      | 指示     | 建议前往的目的地 | 图片 | 無障礙設施 |
| 出口 · A · 1 · 升降机标志 | 宏达中路 |                  |      |            |
| 出口 · B · 1              | 宏达中路 |                  |      | 不適用     |
| 註： 設有                 |          |                  |      |            |